# Партія соціалістів Республіки Молдова
Партія соціалістів Республіки Молдова (рум. Partidul Socialiştilor din Republica Moldova) — молдовська проросійська політична партія. У 2011—2016 роках партію очолював колишній президент Молдови Ігор Додон. 18 грудня 2016 новим головою ПСРМ стала колишня прем'єр-міністр Молдови і голова парламенту Молдови Зінаїда Гречаний.
Партія входить до складу спостерігачів міжнародної організації Соцінтерн.

## Історія
Партія соціалістів Республіки Молдови була заснована колишніми членами Соціалістичної партії Молдови, які залишили партію на початку 1996 року. 29 червня 1997 року відбувся установчий з'їзд ПСРМ, який прийняв статут ПСРМ і обрав керівництво партії. Співголовами ПСРМ були обрані Вероніка Абрамчук (на момент обрання голова департаменту національних відносин Молдови при Уряді Молдови) та Едуард Смірнов (на момент обрання віцепримар Кишинева).
З 29 червня 1997 по 21 січня 2005 року партія мала назву Партія соціалістів Республіки Молдови. З 21 січня 2005 до 14 квітня 2011 року партія мала назву Партія соціалістів Молдови «Patria-Батьківщина».
18 листопада 2011 року була створена парламентська група соціалістів, до складу якої увійшли три колишніх депутата-комуніста: Ігор Додон, Зінаїда Гречаний та Вероніка Абрамчук. 23 листопада Ігор Додон став офіційним членом Партії соціалістів Республіки Молдова.
12 грудня 2011 року, відбувся I з'їзд молодіжної організації Партії соціалістів Республіки Молдова «Молода Гвардія». У рамках з'їзду керівним органом «Молодої Гвардії» була обрана республіканська рада, що складається з 41 людини. До республіканської ради також входить координаційна рада, що складається з 9 членів — керівників 9 департаментів, розподілених за сферами діяльності організації. У з'їзді взяли участь 348 делегатів з усіх районів республіки. Основу організації склали колишні члени Комуністичної спілки молоді Молдови.
18 грудня 2011 року, на X з'їзді партії соціалістів депутат парламенту Ігор Додон одноголосно був обраний головою ПСРМ, а Вероніка Абрамчук — почесним головою партії.. 28 вересня 2012 року депутат Іон Чебан оголосив про вихід із партії комуністів та перехід до партії соціалістів.
4 червня 2013 року Республіканська рада ПСРМ позбавила посади секретаря з ідеології Вероніку Абрамчук, а також виключила з лав виконавчого комітету ПСРМ. Причиною стало голосування Абрамчук за уряд Юрія Лянке, усупереч рекомендаціям республіканської ради ПСРМ не підтримувати цей уряд. Також, цього ж дня, Валентина Крилова зняли з посади виконавчого секретаря партії, і на його місце призначили Влада Батринчу.
3 серпня 2013 року відбувся ХІ позачерговий з'їзд Партії соціалістів Республіки Молдова, у якому взяли участь близько 250 делегатів. У рамках з'їзду розглянули соціально-політичну ситуацію в Молдові, прийняли нову редакцію Статуту ПСРМ і обрали новий склад Республіканської ради партії.
На чергових парламентських виборах 30 листопада 2014 року Партія соціалістів посіла перше місце, набравши 20,51 % голосів громадян. У Парламенті Республіки Молдова XX скликання Партія соціалістів представлена найчисельнішою фракцією — 25 депутатів. Практично відразу після виборів голова ПСРМ Ігор Додон заявив, що партія соціалістів не має наміру ставати частиною олігархічної і проєвропейської влади і оголосив про перехід в опозицію.
29-30 січня 2015 року фракція партії соціалістів у повному складі відвідала Москву на запрошення «Справедливої Росії», з якою ПСРМ співпрацює. Уперше в історії Молдови фракція однієї з молдовських партій у повному складі розпочала міжнародну співпрацю. У рамках візиту відбулася зустріч з головою Державної думи Російської Федерації Сергієм Наришкіним, спільне засідання фракцій ПСРМ і фракції «Справедливої Росії», зустрічі у думських комітетах. 30 січня фракція ПСРМ відвідала пленарному засіданні Держдуми РФ, де Сергій Наришкін назвав молдовських соціалістів головним та надійним партнером Росії. Депутати Держдуми стоячи привітали молдовських соціалістів оплесками.
17 липня 2015 року депутат парламенту Молдови Лідія Лупу оголосила про вихід з партії та парламентської фракції. У парламенті залишилося 24 депутата у фракції Партії соціалістів.

## Ідеологія
ПСРМ декларує «соціалістичну ідею, що йде корінням до Святого Письма, у працях філософів античності, середньовіччя та нового часу» і позиціонує себе як «партія лівого спрямування». Однак при цьому вона, підкреслюючи «особливий духовний статус православ'я як… щита проти розповсюдження гомосексуальності, педофілії та інших сексуальних збочень», співпрацює з правими, націоналістичними та клерикальними рухами в боротьбі з тим, що називає «просуванням гріха в Молдові за підтримки США», а на інавгурацію свого представника Ігоря Додона запросила делегатів ультраправої єврогрупи «Європа націй і свобод». У зовнішньополітичному відношенні партія критикує НАТО, Європейський Союз, Румунію і позитивно висловлюється про російську владу та особисто президента Володимира Путіна.

## Керівництво партії
- Голова партії — Зінаїда Петрівна Гречана
- Виконавчий секретар ПСРМ — Влад Миколайович Батринча

## Склад партії
На середину 2019 року чисельність ПСРМ становить близько 15 тисяч членів.

## Результати на виборах
На парламентських виборах 1998 року Партія соціалістів Республіки Молдова набрала 0,59 % голосів.
На загальних місцевих виборах 1999 року Партія соціалістів Республіки Молдова брала участь у складі Блоку комуністів, аграріїв і соціалістів.
- Муніципальні ради та ради повітів — 33,26 % голосів і 118 мандатів.
- Міські та сільські ради — 32,17 % голосів і 2 235 мандата.
- 124 кандидата блоку були обрані примарами.

На парламентських виборах 2001 року Партія соціалістів Республіки Молдова, разом з Республіканською партією і Партією прогресивних сил Молдови, брала участь у складі Виборчого блоку «Єдність», лідером якого став колишній депутат парламенту Валентин Крилов. Основою передвиборної програми блоку була політика захисту прав національних меншин, надання російській мові статус державної і курс на зближення Молдови з Російською Федерацією. Блок набрав 0,46 % голосів.
На загальних місцевих виборах 2003 року Партія соціалістів Республіки Молдова брала участь самостійно, отримавши наступні результати:
- Міські і сільські ради — 0,17 % голосів і 22 мандати.
- 2 кандидата партії були обрані примарами.

На парламентських виборах 2005 року Партія соціалістів Молдови «Patria-Батьківщина» брала участь у складі Виборчого блоку «Patria-Батьківщина» разом з Соціалістичною партією Молдови. Блок очолив колишній заступник міністра внутрішніх справ Молдови, генерал поліції у резерві Борис Муравський. Тезами виборчої програми блоку «Patria-Батьківщина» були: вступ Молдови в Єдиний економічний простір, відмова від вступу країни у військові блоки, ліквідація поста президента, безкоштовна освіта, боротьба з корупцією і злочинністю, вирішення придністровського конфлікту.
Блок «Patria-Батьківщина» набрав 4,97 % голосів, не подолавши 9 % виборчий бар'єр. Найбільшу підтримку блок «Patria-Батьківщина» отримав в АТО Гагаузія (51,48 %).
На загальних місцевих виборах 2007 року Партія соціалістів Молдови «Patria-Батьківщина» брала участь у складі Виборчого блоку «Patria-Батьківщина — Рівноправність».
- Муніципальні та районні ради — 1,45 % голосів і 14 мандатів.
- Міські і сільські ради — 1,79 % голосів і 163 мандата.
- 10 кандидатів блоку були обрані примарами.

На загальних місцевих виборах 2011 року Партія соціалістів Республіки Молдова отримала наступні результати:
- Муніципальні та районні ради — 0,09 % голосів.
- Міські і сільські ради — 0,17 % голосів і 11 мандатів.
- 2 кандидата партії були обрані примарами.

Кандидатом Партії соціалістів Республіки Молдова на посаду Генерального примара Кишинева став виконавчий секретар ПСРМ Валентин Крилов. Він зняв свою кандидатуру на користь кандидата від Партії комуністів Ігоря Додона. За результатами виборів у I турі Ігор Додон набрав 48,07 % голосів, у ІІ турі — 49,40 % голосів.
На парламентських виборах 2014 року Партія соціалістів Республіки Молдова посіла перше місце, набравши 20,51 % голосів виборців і 25 (з 101) місць у парламенті країни, утворивши найбільшу фракцію в Парламенті Молдови.
На загальних місцевих виборах 2015 року Партія соціалістів Республіки Молдова отримала наступні результати:
- Муніципальні та районні ради — 16,56 % голосів і 159 мандатів.
- Міські і сільські ради — 12,33 % голосів і 1293 мандатів.
- 52 кандидата партії були обрані примарами.

На виборах Президента Республіки Молдова від 13 листопада 2016 року перемогу здобув кандидат від ПСРМ Ігор Додон.
На парламентських виборах 2019 року Партія соціалістів Республіки Молдова отримала наступні результати:
- По національному округу — 31,15 % голосів і 18 мандатів.
- По одномандатних округах — 17 мандатів.
- В результаті до Парламенту пройшли 35 депутатів від партії.

На загальних місцевих виборах 2019 року Партія соціалістів Республіки Молдова отримала наступні результати:
- Муніципальні та районні ради — 29,42 % голосів і 326 мандатів[16].
- Міські і сільські ради — 28,51 % голосів і 2986 мандатів.
- 206 кандидатів партії були обрані примарами[17].